# 吳中明
吳中明（1556年—1618年），字知常，號左海，直隸徽州府歙縣人，軍籍，明朝政治人物。

## 生平
萬曆十年（1582年）壬午科應天鄉試十三名舉人，萬曆十四年（1586年）丙戌科會試一百五十七名，登三甲第八十四名進士。兵部观政，历官刑部郎中、广西按察司副使，二十九年三月调补河南提学副使，升参政，三十五年十月升按察使，三十八年闰三月復除山西按察使，遷陕西右布政使，四十年六月升都察院右佥都御史、巡抚广西，四十四年十月起升南京户部右侍郎、总督粮储，在任病故，四十六年十二月賜祭葬，四十七年六月贈户部尚書。

## 家族
曾祖吳裕芳；祖父吳球；父吳岩達；本生父岩通。母孫氏；本生母戴氏。重庆下。兄中周。弟中翰、中俊、中春。